# Dos a la carretera
 Dos a la carretera  (original: Two for the Road) és una pel·lícula britànica dirigida per Stanley Donen, estrenada el 1967 i doblada al català.

## Argument
Joanna i Mark Wallace formen una «vella» parella (12 anys de matrimoni). Cansats, discutint cada vegada més, pensen en el divorci. En un viatge per la Costa Blava, rememoren quatre viatges en el mateix trajecte (en autoestop, sols amb el seu primer cotxe descapotable, amb els seus amics americans i el seu cotxe, sols amb la seva filla). Quan han començat a discutir? Quins van ser els seus moments de felicitat? Val la pena enfrontar-se?

## Repartiment
- Audrey Hepburn: Joanna Wallace
- Albert Finney: Mark Wallace
- Eleanor Bron: Cathy Manchester
- William Daniels: Howard Manchester
- Gabrielle Middleton: Ruth Manchester
- Claude Dauphin: Maurice Dalbret
- Nadia Gray: Françoise Dalbret
- Georges Descrières: David
- Jacqueline Bisset: Jackie
- Judy Cornwell: Pat
- Irène Hilda: Yvonne de Florac
- Dominique Joos: Sylvia
- Karyn Balm: Simone (no surt als crèdits)
- Yves Barsacq: l'Inspector de Policia (no surt als crèdits)
- Kathy Chelimsky: Caroline (no surt als crèdits)
- Roger Dann: Gilbert, Comte de Florac (no surt als crèdits)
- Olga Georges-Picot: una amiga de cant de Joanna (no surt als crèdits)
- Clarissa Hillel: una amiga de cant de Joanna (no surt als crèdits)
- Jacques Hilling: Conserge de l'hotel (no surt als crèdits)
- Cathy Jones (no surt als crèdits)
- Joanna Marie Jones: una amiga de cant de Joanna (no surt als crèdits)
- Jean-François Lalet: Membre de la tripulació del vaixell (no surt als crèdits)
- Robert Le Béal: El metge (no surt als crèdits)
- Paul Mercey (no surt als crèdits)
- Albert Michel: El duaner (no surt als crèdits)
- Libby Morris: La Sra. americana (no surt als crèdits)
- Sophia Torkely: una amiga de cant de Joanna (no surt als crèdits)
- Hélène Tossy: Sra. Solange (no surt als crèdits)
- Carol van Dyke: Michelle (no surt als crèdits)
- Mario Verdon: Palamos (no surt als crèdits)
- Patricia Viterbo: una amiga de cant de Joanna (no surt als crèdits)
- Moustache (no surt als crèdits)

## Al voltant de la pel·lícula
El muntatge és molt interessant: els tres viatges estan barrejats, es passa d'una temporalitat a l'altra per un vincle geogràfic (els dos viatges han passat per allà) o bé una situació similar. Les èpoques són diferenciades pels canvis de cotxes, i sobretot les vestimentes d'Audrey Hepburn, signades per Paco Rabanne o Mary Quant.

## Premis i nominacions

### Nominacions
- 1968. Oscar al millor guió original per Frederic Raphael
- 1968. Globus d'Or a la millor actriu musical o còmica per Audrey Hepburn
- 1968. Globus d'Or a la millor banda sonora original per Henry Mancini
- 1968. BAFTA al millor guió per Frederic Raphael

## Crítica
La pel·lícula descriu i analitza el continu deteriorament que el pas del temps provoca en els sentiments de dues persones de diferent sexe que conviuen en una estreta relació durant uns anys, un matrimoni on han aflorat l'egoisme, el ressentiment, les insatisfaccions acumulades i finalment l'avorriment.
El virtuosisme narratiu de Donen, mai gratuït i sempre al servei de la història, el seu sentit musical del ritme, assoleix aquí cotes de mestria i brillantor.